# Немачка марка
Немачка марка (скраћ. DM), бивша је званична валута Западне Немачке, као и уједињене Немачке у периоду од 1990. до усвајања евра почетком 2002. Немачка марка је први пут издавана за време савезничке окупације Немачке 1948. чиме је заменила рајхмарку.
Једној марки је одговарало 100 пфенига. Међународна ознака валуте за немачку марку је DEM. На Косову и Метохији и Црној Гори немачка марка је привремено била коришћена као званична валута, док су званичне валуте Босне и Херцеговине, конвертибилна марка, и Бугарске, лев, биле исте вредности као немачка марка.

## Историја
Марку је први пут издала Банка немачких покрајина (Bank deutscher Länder), да би 1957. издавање преузела Немачка савезна банка.
У совјетском окупационом појасу тј. Источној Немачкој се ова валута о периоду од 1948. до 1964. звала исто немачка марка, да би од 1964. променила име у Mark der Deutschen Notenbank (MDN). Од 1968. до 1990. поново променила име, али овог пута у Mark der DDR.
Немачка марка је званично изгубила статус самосталне валуте 1. јануара 1999. увођењем евра. До почетка 2002. марке су и даље биле званично средство плаћања. Од 2002. у Бундесбанци и њеним филијалама марка може бити бесплатно и временски неограничено промењена за евро. Такође велики део трговачких установа је примао марке до 28. фебруара 2002.
Немачка савезна банка је дала изјаву да је до 25. септембра 2005. није замењено око 45% кованица, што је негде око 7,24 милијарде марака, док само 3% новчаница није промењено тј. 7,59 милијарди марака, од чега је већина новчаница била вредности 10 марака тј. 76,5 милиона марака.
Марка се издавала у кованом новцу и новчаницама. Постојале су четири серије новчаница. Ковани новац је издаван од стране министарства финансија, тако да је сав приход од њега ишао на адресу министарства.

## Ковани новац
Номиналне вредности:

Датотека:1-PF-Coin-German.jpg 1 пфенига, ковано од 1948.

Датотека:2-PF-Coin-German.jpg 2 пфенига, ковано од 1950.

Датотека:5-PF-Coin-German.jpg 5 пфенига, ковано од 1949.

Датотека:10-PF-Coin-German.jpg 10 пфенига, ковано од 1949.

 50 пфенига, ковано од 1949.

 1 марка, ковано 1950. и од 1954.

Датотека:2-DM-Coin-German.jpg 2 марке, ковано 1951. и од 1957.

Датотека:5-DM-Coin-German.jpg 5 марака, ковано 1951. и од 1956.
- 10  кована новчаница, кована 1970–1972 (због Летњих олимпијских игара 1972.) и од 1987. до 2001.

### Занимљивости
Са производњом новог кованог новца од 50 пфенига ковница у Карлсруеу је 1949. г почела са натписом «Bank deutscher Länder». Иако се натпис 1950. променио у «Bundesrepublik Deutschland» ковница је и даље производила новац с пређашњим натписом. Док се грешка није приметила исковано је 30.000 кованица. Иако је тај натпис био погрешан, новац није повучен са тржишта, него се нормално користио, тако да је такав ковани новац данас тражен и да се за њега може добити до 700 €.

Ретке кованице које су исто тако тражене:

- Ковани новац вредан 2 пфенига из 1968. (Ј) из Хамбурга
- Ковани новац вредан 10 пфенига из 1967. (Г) из Карлсруеа
- Ковани новац вредан 1 DM из 1956. (Г) из Карлсруеа
- Ковани новац вредан 5 DM из 1958. (Ј) из Хамбурга

На полеђини кованице од 2 DM се налазе особе из немачке историје:
- Макс Планк
- Конрад Аденауер
- Теодор Хојс
- Курт Шумахер
- Лудвиг Ерхард
- Франц Јозеф Штраус
- Вили Брант

## Новчанице

#### Новчанице прве и друге серије
Прва серија новчаница издата је 1948. године поводом реформе Немачке банке. Амерички долар је био пример за формат нових новчаница. Вредност новчанице се 24. јуна 1948. проширила на сва три западна дела Берлина. Те новчанице су добиле жиг са словом Б.
Другу серију је такође издала Bank Deutcher Lander. Новчанице (10 и 20 марака) су делимично идентичне са првом серијом, али исто тако постоје потпуно различите новчанице (20 и 50 марака) у овој серији.
Постојале су новчанице следеће номиналне вредности:
- 5 пфенига
- 10 пфенига
- 50 пфенига
- 1
- 2
- 5
- 10
- 20
- 50
- 100

#### Трећа серија
Трећу серију (1960—1965) издала је Немачка савезна банка. Изглед се знатно разликовао од претходних новчаница, које су више личиле на привремене новчанице. Ова серија је садржавала уметничка дела слика портрета која су стварали немачки сликари. Ово је прва серија немачких новчаница које су садржавале водени жиг. Да би се избегла политичка дискусија ради насликаних лица и слика, свесно се приказало само јако старе слике на предњој страни и традиционалне симболе као грб, лист храста и симболичне грађевине на задњој страни. Ова серија је важила до почетка 1995. године.
- 5 марака
  - Предња страна: млада Венецијанка (по слици Албрехта Дирера)
  - Задња страна: храстов лист
  - Прво издавање: 6. мај 1963.
- 10 марака
  - Предња страна: портрет младића (по слици Албрехта Дирера или Антона Нојпауера)
  - Задња страна: једрењак
  - Прво издавање: 21. октобар 1963.
- 20 марака
  - Предња страна: Елбет Такер, жена Нирнберга (по слици Албрехта Дирера)
  - Задња страна: Виолина и кларинет
  - Прво издавање: 10. фебруар 1961.
- 50 марака
  - Предња страна: потрет младића (по слици једног непознатог сликара Бартела Беама, оригинал слике се може видети у Фракфурту)
  - Задња страна: Холстентор у Либеку
  - Прво издавање: 18. јуни 1962.
- 100 марака
  - Предња страна: космограф Себастијан Минстер, (по слици Кристофа Амбергера)
  - Задња страна: орао са раширеним крилима (Грб СР Немачке)
  - Прво издавање: 26. фебруар 1962.
- 500 марака
  - Предња страна: портрет младића (по слици Ханса Малера)
  - Задња страна: дворац Елц
  - Прво издавање: 26. април 1965.
- 1000 Марака
  - Предња страна: вероватно астроном Јоханес Шејринг, (по слици Луке Кранаха старијег)
  - Задња страна: катедрала у Лимбургу
  - Прво издавање: 27. јул 1964.

#### Четврта серија
Четврта и последња серија се издавала од 1989. Нова серија била је потребна ради техничког напретка. Ова серија је садржавала портрете знаменитих немачких личности. Фалсификовање старих новчаница је било све лакше, тако да су у нове новчанице уграђене заштитни жигови, који знатно отежавају фалсификовање.
Упадљиво је да код избора слика, које опет приказују људе, равнотежу између мушког и женског пола, веру, и људе из различитих поља рада (књижевност, музика, природна наука, духовна науку). Задња страна новчанице приказује слику из радног поља и окружења лица на предњој страни.
- 5 Марака
  - Предња страна: Бетина фон Арним, у позадини дворац Ојперсдорф и историјске грађевине Берлина.
  - Задња страна: Бранденбуршка капија
  - Прво издавање: 27. октобар 1992
- 10 Марака
  - Предња страна: Карл Фридрих Гаус и Гаусова расподела, у позадини зграде старог Гетингена, улазна врата гимназије Мартин-Катаринеум у Брауншвајгу
  - Задња страна: секстант и скице Јангеруге и Нојерка уз помоћ триангулације.
  - Прво издавање: 16. април 1991.
- 20 Марака
  - Предња страна: Анете фон Дросте-Хилсхоф, у позадини стари део Мерсбурга
  - Задња страна: перо за писање и Буква
  - Прво издавање: 30. март 1992.
- 50 Марака
  - Предња страна: Балтазар Нојман, у позадини зграде старог Вирцбурга
  - Задња страна: Опатије Нересхајим, капеле у Кицингену
  - Прво издавање: 30. септембар 1991.
  - Прво издавање (новчанице са тзв. Кинеграмом сигурношћу): 2. фебруар 1998.
- 100 Марака
  - Предња страна: Клара Шуман, у позадини зграде старог Лајпцига, њеног родног места, које је прекривено са лиром
  - Задња страна: Клавир и Хоцов конзерваторијум у Франкфурту на Мајни
  - Прво издавање: 1. октобар 1990.
  - Прво издавање (новчанице са тзв. Кинеграм сигурношћу): 1. август 1997.
- 200 Марака
  - Предња страна: Паул Ерлих, у позадини зграде старог Франкфурт на Мајни; хемијска формула поред његовог портрета, симболизује његове битна открића као добитника Нобелове награде.
  - Задња страна: микроскоп и Ескулапов штап, окружен једноставним структурама станица
  - Прво издавање: 1. октобар 1990.
  - Прво издавање (новчанице са тзв. Кинеграмом сигурношћу): 1. август 1997
- 500 Марака
  - Предња страна: Марија Сибилија Меријан и инсект, у позадини зграде старог Нирнберга.
  - Задња страна: Гусеница и лептир врсте Calliteara fascelina
  - Прво издавање: 27. октобар 1992.
- 1000 Марака
  - Предња страна: Браћа Грим, у позадини зграде старог Касела.
  - Задња страна:Немачки речник и краљевска библиотека у Берлину
  - Прво издавање: 27. октобар 1992.

## Специјално издање марке из 2001. године
Дана 26. јула 2001. Немачка савезна банка, уз дозволу Немачке владе, издаје у спомен марке златну кованицу по узору на ону последњу из 1999. у вредности од 1 марке. Разликује се само у потпису, уместо Bundesrepublik Deutschland пише  Deutsche Bundesbank.

## Прерачунавање марке
Марка је и након увођења евра остала у сећању јер се и дан данас користи за прерачунавање. Студија из септембра 2004. године је добила резултат да 66% грађана СР Немачке цене Евра прерачунавају се преко марке. То се може објаснити тиме што је однос евра према марки био 1 ЕВРО = 1,95583 DM, тако да се лако може рачунати са 1 ЕУР = 2 DM.

## Курс премаамеричком долару
Немачка марка је 19. априла 1995. имала вредност од 1$ = 1,3620 DM (1 евро = 1,4360). То је било најбоље стање према америчком долару, а од 3. априла 1956. до 9. априла 1956. курс је био 1$ = 4,2161 DM (1 евро = 0,4639). То је било најлошије стање према долару.